# Miss Îles Mariannes du Nord
Miss Îles Mariannes du Nord (en anglais : Miss Marianas) est un concours de beauté féminine destinés aux jeunes femmes des Îles Mariannes du Nord. 

## Les Miss  pour Miss Univers "Miss Marianas Universe"
| Année | Nom                              | Village              | Classement                            |
| ----- | -------------------------------- | -------------------- | ------------------------------------- |
| 1976  | Candelaria Flores Borja          | As Teo               |                                       |
| 1977  | Margarita Benavente Camacho      | San Vicente          |                                       |
| 1978  | Julia Salas Concepcion           | Chalan Kanoa Dist.#1 |                                       |
| 1979  | Barbara Torres                   | Chalan Kanoa Dist #3 |                                       |
| 1980  | Angelina Camacho Chong           | Garapan              |                                       |
| 1981  | Juanita Masga Mendiola           | Tinian               | Did not compete                       |
| 1982  | Sheryl Sonoda Sizemore           | Chalan Kanoa Dist #1 |                                       |
| 1983  | Thelma Mafnas                    | Sadog Tasi           |                                       |
| 1984  | Porsche Salas                    | Chalan Kanoa Dist#4  |                                       |
| 1985  | Antoinette Marie Flores          | Susupe               |                                       |
| 1986  | Christine Guerrero               | Capitol Hill         |                                       |
| 1987  | Luciana Seman Ada                | Fina Sisu            |                                       |
| 1988  | Ruby Jean Hamilton               | Gualo Rai            |                                       |
| 1989  | Teresa Wamar                     | San Antonio          | Did not compete                       |
| 1990  | Edwina Taitano Menzies           | Tinian               |                                       |
| 1991  | Sharon Rosario                   | Chalan Lau Lau       |                                       |
| 1992  | Imelda Antonio                   | Puerto Rico          |                                       |
| 1993  | Victoria Taisakan Tudela         | San Jose             |                                       |
| 1994  | Elizabeth Tomokane               | Gualo Rai            |                                       |
| 1995  | Karah Kirschenheiter             | Capitol Hill         |                                       |
| 1996  | Kathleen Williams                | Garapan              | won all categories but won miss intl. |
| 1997  | Melanie Sibetang                 | Oleai                |                                       |
| 1998  | Helene Yun Lizama                | Dan Dan              |                                       |
| 1999  | Cherlyn Cabrera                  | Chalan Kanoa Dist#1  |                                       |
| 2001  | Janet Han King                   | Tinian               |                                       |
| 2002  | Virginia Ann Gridley             | Chalan Kanoa         |                                       |
| 2003  | Kimberly Castro Reyes            | Gualo Rai            | Did not compete                       |
| 2004  | Tracy Lynn Del Rosario           | Koblerville          | Did not compete                       |
| 2006  | Shequita Deleon Guerrero Bennett | Kagman               |                                       |
| 2009  | Sorene Aldan Maratita            | Kagman               | Did not compete                       |